# Collyre
 (janvier 2023).
Si vous disposez d'ouvrages ou d'articles de référence ou si vous connaissez des sites web de qualité traitant du thème abordé ici, merci de compléter l'article en donnant les références utiles à sa vérifiabilité et en les liant à la section « Notes et références ».

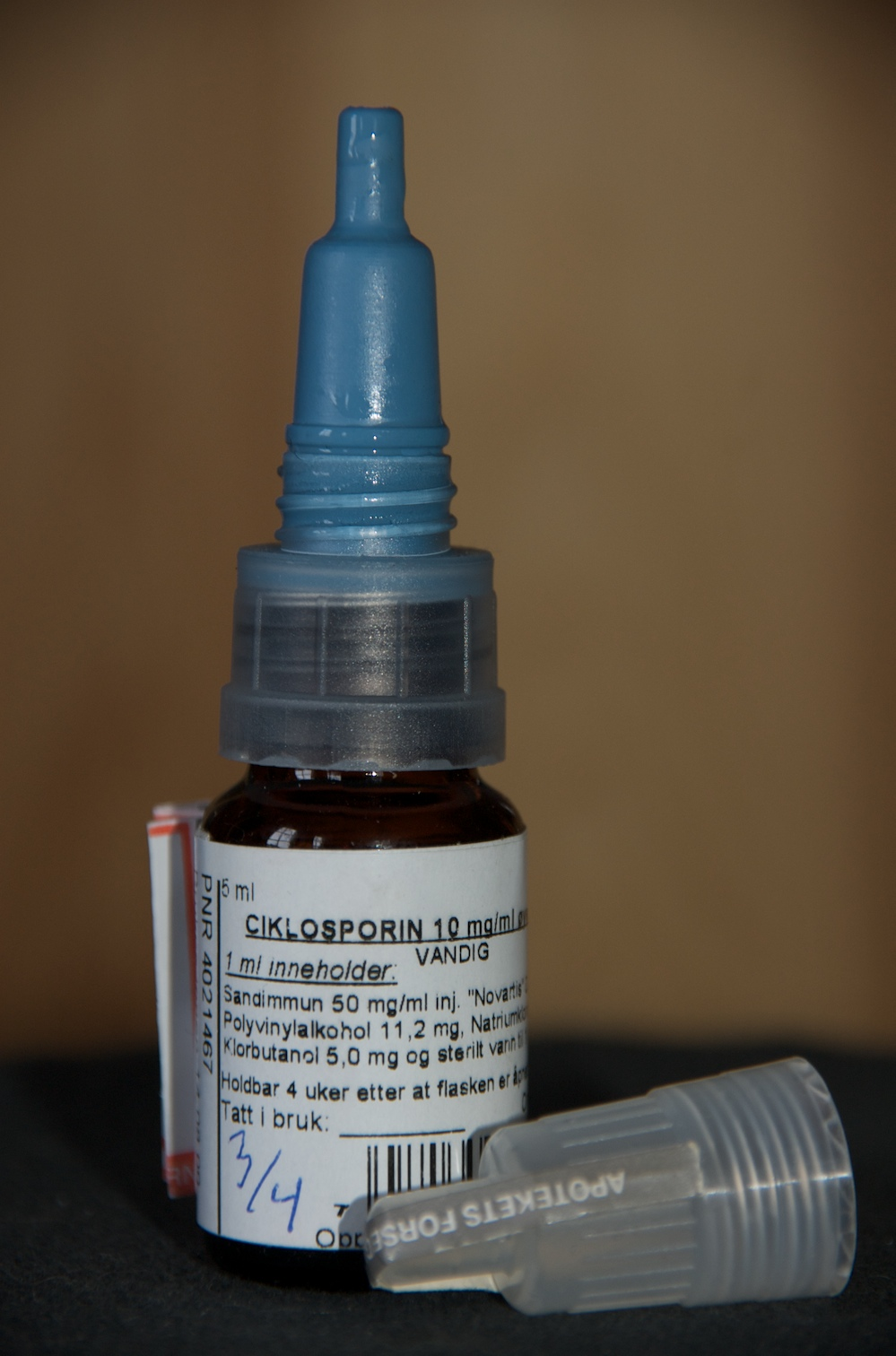

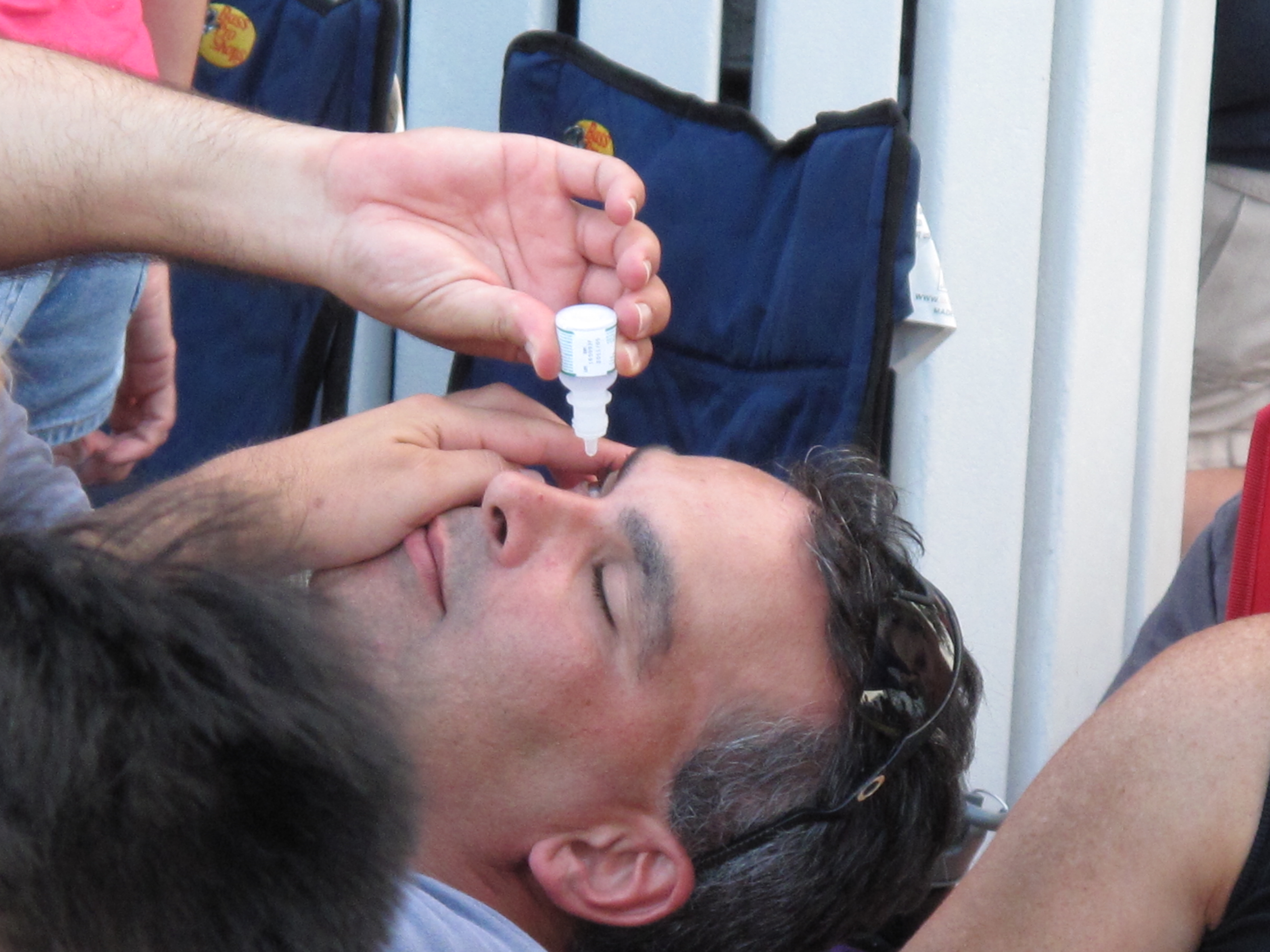

Les collyres, ou gouttes ophtalmiques, sont des préparations pharmaceutiques définies selon la Pharmacopée comme des solutions ou des suspensions aqueuses ou huileuses contenant un ou plusieurs principes actifs, destinées à l'instillation oculaire (voie ophtalmique). Ce sont des médicaments liquides qu'on applique sur la conjonctive de l'œil.
Les collyres ont une action locale et permettent de traiter les infections des yeux ou des paupières.
L’absorption systémique du principe actif des collyres peut être également réduite en comprimant l’angle interne de l’œil immédiatement après l’instillation.

## Composition
Un collyre est généralement un soluble. Il peut être légèrement visqueux ; il contient dans ce cas un agent épaississant.
Le soluble est généralement une solution aqueuse mais peut aussi être une solution huileuse. Galien avait déjà préparé des collyres à base d'huile d'olive du temps des Romains.
Le liquide peut être, plus rarement, une émulsion ou une suspension.
Dans tous les cas, un collyre est un liquide stérile. La préparation est idéalement isotonique et d'un pH neutre ; néanmoins des variations importantes de ces deux paramètres sont possibles.
D'autres collyres servent a corriger l'hypertension intra-oculaire, facteur de risque aggravant du glaucome.

## Conditionnement
Les collyres sont conditionnés en flacons multidoses ou en conditionnement monodose.
Les flacons en matériaux plastiques remplacent majoritairement aujourd'hui les conditionnements en verre, les flacons pouvant être utilisés plusieurs fois après première ouverture. Le collyre contient généralement dans ce cas un agent conservateur. Les conservateurs ont, néanmoins, des effets délétères sur la cornée et les tissus conjonctivaux (allergies, mais également une toxicité et une perturbation du film lacrymal).
Il existe depuis le milieu des années 1990, des flacons permettant de délivrer des collyres sans conservateur. Les flacons multidoses contiennent généralement un volume de liquide compris entre 3 et 10 mL.
Les conditionnements monodoses permettent également l'élimination des agents conservateurs. Ces conditionnements présentent l'intérêt d'être à usage unique et d'être plus facilement tolérés du fait de l'absence de conservateur. Ils peuvent contenir des quantités de 0,4 mL (petite unidose) à 10 mL (dosette).
L'un des plus connus est la désomédine.